# Giovanni Andrea Ansaldo
Giovanni Andrea Ansaldo (1584 - 1638) foi um pintor italiano que trabalhou principalmente em Gênova.
Ele nasceu em Voltri, então parte de Gênova, filho de um mercador. Ele estudou com Orazio Cambiaso e possivelmente colaborou com Bernardo Strozzi. Dois de seus mais importantes alunos foram Giuseppe Badaracco e Bartolomeo Bassi.
A obra de Ansaldo é típica do ecletismod e Gênova no começo do século XVII, marcado pela influência de artistas flamengos como Rubens e Anton Van Dyck e os pintores de Milão Giovanni Battista Crespi, Giulio Cesare Procaccini e Pier Francesco Mazzucchelli.
Ansaldo pintou a cúpula da Basilica della Santissima Annunziata del Vastato, em Gênova, completada em 1635-1638, um pouco antes de sua morete. Sua Anunciação é considerada o primeiro verdadeiro afresco barroco da cidade. Usando a complexa técnica do Trompe-l'oeil, o afresco reproduz o interior de uma igreja planejada a partir de uma cruz grega, com Maria ascendendo aos céus e sendo esperada pelo Pai no centro da cúpula. 
Altares de Ansaldo foram encomendados para a Catedral de Segóvia. 
Morreu em Gênova e foi provavelmente enterrado na mesma igreja Annunziata.